# Crezol

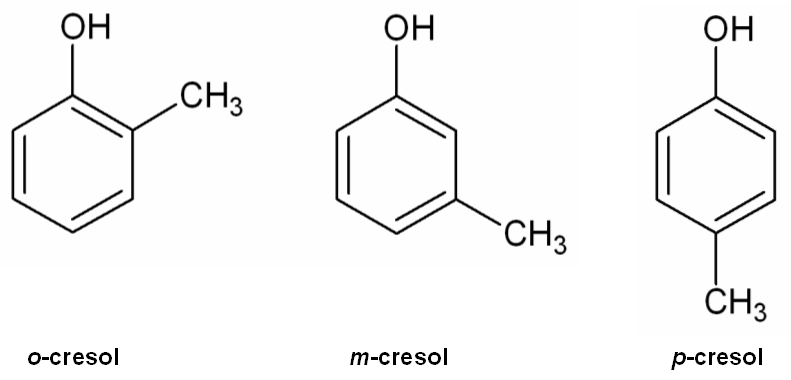
Cei 3 izomeri ai celor mai simpli crezoli: orto-, meta- și para-crezolul

Crezolii (de asemenea pot fi denumiți și hidroxitolueni sau metilfenoli) reprezintă o clasă de compuși răspândiți natural, din categoria compușilor aromatici. După cum sugerează și numele lor, sunt fenoli substituți într-una dintre pozițiile de pe nucleul aromatic cu un radical hidroxil. Depinzând de temperatură, pot fi solizi sau lichizi, iar ca ceilalți compuși fenolici, se oxidează ușor când sunt expuși aerului, astfel că cu timpul prezintă impurități de culoare galbenă sau brună.

## Structură
Structura chimică a crezolilor simpli permite existența a trei izomeri, în funcție de poziția în care sunt substituite nucleele benzenice: orto-crezolul (o-crezol), meta-crezolul (m-crezol) și para-crezolul (p-crezol). 

## Obținere
Aproximativ jumătate din cantitatea mondială de crezoli este obținută prin extracție din gudroanele de cărbune. Restul este obținut pe cale sintetică, prin metilarea fenolului sau hidroliza clorotoluenului.

## Proprietăți chimice
În urma reacției propenei cu m-crezolul se obține timolul.